# Defensie Telematica Organisatie
De Defensie Telematica Organisatie (DTO) was het automatiseringsbedrijf van het ministerie van Defensie.
In 1997 ontstond Defensie Telematica Organisatie uit een fusie van het Duyverman Computer Centrum (DCC) en de diverse telematicabedrijven van de krijgsmachtdelen, waaronder CABIS en NATEL. Het werd opgericht als een agentschap van Defensie. Door de fusie was een bedrijf van circa 2500 medewerkers ontstaan, verspreid over geheel Nederland met vestigingen in onder andere Maasland, Woensdrecht, Den Helder, Soesterberg, Gouda en Den Haag. In 2002 is een poging ondernomen de DTO te privatiseren maar dat is om politieke redenen mislukt. Op 1 oktober 2008 is de DTO samengevoegd met de DICTU (Defensie ICT Uitvoerings organisatie. Niet te verwarren met DICTU van EZ) tot de bedrijfsgroep IVENT (Informatievoorziening en -technologie). Hierdoor is een bedrijf van circa 3000 medewerkers ontstaan dat verantwoordelijk was voor de instandhouding van de gehele (operationele) informatievoorziening en ICT van Defensie in Nederland en de uitzendgebieden. Op 1 november 2013 is IVENT gefuseerd met CAMS Force Vision, C2 support center en het C3i-onderdeel van de Defensie Materieel Organisatie tot het Joint InformatievoorzieningsCommando, afgekort JIVC. Deze nieuwe organisatie is ondergebracht binnen de Defensie Materieel Organisatie (DMO). Het JIVC bevat nu alle ICT-onderdelen van Defensie, van aanschaf en ontwerp, tot bouw, instandhouding en afstoting. Vanwege regelgeving vanuit het ministerie van Financiën dat de eigenaar en de opdrachtgever van een agentschap niet dezelfde mogen zijn, is het agentschapsdeel (het oorspronkelijke DTO) uit de JIVC-organisatie gehaald en een los onderdeel "Operations" binnen de DMO geworden. Opdrachtgever blijft het JIVC.